# 市立札幌大通高等学校
市立札幌大通高等学校（しりつ さっぽろおおどおりこうとうがっこう、Sapporo Odori High School）は、北海道札幌市中央区にある公立（市立）の高等学校である。

## 沿革
- 2008年4月8日 - 廃校した札幌市立大通小学校の校舎にて開校式、第1回入学式。
- 2010年4月1日 - 新校舎が完成。北海道札幌星園高等学校、北海道札幌新川高等学校定時制、北海道札幌平岸高等学校定時制の在校生徒（2007年度入学生）を同校に編入。また北海道札幌啓北商業高等学校定時制の在校生を編入することにより、合併を完了した。

## 教育目標
目標に向かって挑戦し、 主体的に自己の生き方や進路について探究し、 豊かな人間関係を築ける生徒を育てる。

## 著名な出身者
- 夜道雪(マルチタレント)
- 鈴木愛奈(声優)
- 加藤拓歩(プロレスラー)
- 佐藤ノア(歌手)
- 和島あみ（歌手）